# Virtualita
Virtualita je vlastnost "virtuálních" věcí, které materiálně neexistují, ale působí a projevují se jako kdyby byly reálné. Jednoduchým příkladem může být obraz v zrcadle, který vypadá, jako kdyby byl za zrcadlem, ačkoli tam určitě není. Název pochází z francouzského virtuel (schopný, působící, možný), a to z latinského virtualis a virtus (statečnost, schopnost, síla). 

## Starší použití pojmu
Pojem se začal užívat ve středověké scholastické filosofii k vyjádření Aristotelova rozlišení mezi tím, co je ve skutečnosti (in actu) a tím, co je pouze v možnosti (in potentia). Co tedy sice aktuálně není, ale může se aktualizovat. Tak například žalud jistě není dub, ten z něho ale může vyrůst, jako kdyby v něm byl už "v možnosti" zahrnut a připraven. Odtud lze pochopit, že se jako "virtuální" označuje v optice obraz, který se sice jeví na určitém místě, ale nedá se tam promítnout na papír. Teoretická mechanika pracuje s představou "virtuálního posunutí", které je infinitezimálně malé a přitom okamžité, což ve skutečnosti nemůže nastat. Přesto se dobře hodí k různým výpočtům.

## Digitální techniky
Význam virtuality nesmírně vzrostl s příchodem informatiky a digitální techniky, která je schopna "předstírat" něco, co fyzicky neexistuje. S Aristotelovým rozlišením možného a skutečného už ale nemají tyto virtuální techniky nic společného. Tak "virtuální paměť" je ve skutečnosti softwarové uspořádání, které zajistí, že ve skutečnosti velmi omezený rozsah paměti se přesto chová tak, že je k dispozici kdekoliv, kde si to program vyžádá. Podobně "virtuální stroj" (virtual machine) je mechanismus, který přepíná mezi několika současně spuštěnými úlohami tak, že vzniká dojem, jako kdyby každá z nich měla k dispozici vlastní stroj. Konečně virtuální realita zásobuje člověka zrakovými, sluchovými a případně i hmatovými vjemy, které neodpovídají jeho skutečnému fyzickému okolí, nýbrž simulují nějaké jiné prostředí.